# Miguel Estrifno
Miguel Estrifno (en griego: Μιχαὴλ Στρυφνός; fl. aprox. 1190 - 1203) fue un oficial de alto rango bizantino bajo los emperadores Ángeles.
Estrifno aparece por primera vez en 1192 como sebasto y jefe del vestiarion (el tesoro imperial), bajo el emperador Isaac II Ángelo. Estrifno luego se casó con una hermana de la emperatriz Eufrósine Ducaina Camatera, la esposa del emperador Alejo III Ángelo y a través de esta conexión avanzó a la posición de megaduque, comandante en jefe de la armada bizantina, cuando este último ascendió al trono. El historiador contemporáneo Nicetas Coniata lo retrata como un hombre de «extraordinaria rapacidad y rara deshonestidad», que utilizó su posición para vender las velas, anclas y otros equipos de la flota, llegando a vender hasta los mismos clavos de los barcos. Sus acciones marcaron el final de la flota bizantina, que, a partir de ahí, fue incapaz de resistir a la cuarta cruzada unos años más tarde.
Como megaduque, era también el gobernador de la provincia conjunta de la Hélade y el Peloponeso (ambas en la Grecia meridional), y en esta función fue a Atenas en aprox. 1201-1202 para oponerse al creciente poder de León Esguro, un magnate local que se convirtió en un gobernante autónomo. No parece haber tenido éxito en controlar a Esguro, pero el obispo local, Miguel Coniata, sin embargo compuso un elogio en su honor. Tres sellos de Estrifno sobreviven, así como un gran anillo de oro esmaltado, posiblemente recibido por su nombramiento como megaduque.